# Silk Grass Creek
Silk Grass Creek är ett vattendrag i Belize.   Det ligger i distriktet Stann Creek, i den sydöstra delen av landet, 60 km sydost om huvudstaden Belmopan.